# Jens Adolf Jerichau
Emil Jens Baumann Adolf Jerichau (Assens, 17 de abril de 1816-Copenhague, 25 de julio de 1883) fue un escultor danés. Perteneció a la generación que siguió a la de Bertel Thorvaldsen, para quien trabajó durante un corto periodo en Roma, pero gradualmente se alejó del neoclasicismo estático que heredó de él y pasó a un estilo más dinámico y realista. Fue profesor de la Academia Real de Bellas Artes de Dinamarca y su director de 1857 a 1863. Fue el esposo de Elisabeth Jerichau-Baumann.

## Obras escogidas
- Adán y Eva antes de la caída (1863)
- Mujeres bañándose
- Niña con pájaro muerto
- Rey David
- El cazador de panteras (1846)